# 今日でお別れ
今日でお別れ（きょうでおわかれ）は、菅原洋一が1967年に発売したシングル盤レコードである。

## 解説
- 同曲は、菅原洋一のシングル盤レコードとして1967年に発売されたものであるが、その当時は1965年に発売していた『知りたくないの』のロングヒットに埋もれる形になってしまい、日の目を見なかった。
- その後、1969年に森岡賢一郎のアレンジによるニューバージョンをレコーディングし、同年12月25日に再発売した。年明けの1970年に30万枚のヒット曲となる[1]。
- 菅原洋一は同曲で1970年度第12回日本レコード大賞を受賞。また同年の第21回NHK紅白歌合戦でも歌唱している。
- カバーとしては、美空ひばり、島倉千代子、藤圭子、舟木一夫、ちあきなおみ、石原裕次郎、来生たかお、水原弘、八代亜紀、フランク永井など多くの歌手に歌われている。

## 収録曲
- 1967年バージョン（日本グラモフォン SDR-1252）

1. 今日でお別れ
作詞：なかにし礼 作曲：宇井あきら　編曲：早川博二
2. 嘆きのタンゴ
作詞：なかにし礼 作曲：宇井あきら　編曲：早川博二
歌唱：菅原洋一

- 1969年バージョン（日本グラモフォン DR-1480）

1. 今日でお別れ
作詞：なかにし礼 作曲：宇井あきら　編曲：森岡賢一郎
2. あなただけなの
作詞：小黒惠子 作曲：下村耕史　編曲：早川博二
歌唱：菅原洋一